# 숲겨울잠쥐
숲겨울잠쥐(Dryomys nitedula)는 겨울잠쥐과에 속하는 설치류의 일종이다. 유럽 동부와 발칸반도 그리고 중앙아시아 서부 일부 지역에서 발견된다. 넓은 분포 지역과 안정적인 개체수 추이때문에 IUCN 적색 목록에서 "관심대상종"으로 분류되었다. 숲겨울잠쥐의 핵형은 배수성 염색체수가 48이다. 지리적 다양성 속에 서식하고 있지만, 중앙아시아 산악 지역의 남캅카스, 몰도바 중부 숲에서 가장 높은 개체 밀도를 갖고 있다. 대부분의 다른 지역에서는 개체밀도가 다소 낮다. 개체 밀도는 다양한 요인에 의해 달라진다. 그러나 장소 선택은 충분한 먹이의 존재와 서식지에서 섭취할 수 있는 얼마나 좋은 식물 잎이 있는냐에 따라 달려 있다.